# 1870 en sociologie
| Années de la sociologie : 1867 - 1868 - 1869 - 1870 - 1871 - 1872 - 1873    |
| Décennies de la sociologie : 1840 - 1850 - 1860 - 1870 - 1880 - 1890 - 1900 |

Cet article présente les événements de l'année 1870 dans le domaine de la sociologie.

## Publications

### Livres
- Pierre Guillaume Frédéric Le Play, L’Organisation du travail selon la coutume des ateliers et la loi du Décalogue. Avec un précis d’observations comparées sur la distinction du bien et du mal dans le régime du travail, les causes du mal actuel et les moyens de réforme, les objectifs et les réponses, les difficultés et les solutions, Tours, Alfred Mame et fils

## Naissances
- 14 décembre : Karl Renner (mort le 31 décembre 1950), homme politique social-démocrate, juriste autrichien.
- 5 mars : Rosa Luxemburg (morte le 15 janvier 1919 en Allemagne), militante communiste et révolutionnaire allemande.